# Sofía Reyes
Úrsula Sofía Reyes Piñeyro (Monterrey, Nuevo León, 25 de septiembre de 1995) es una cantante, compositora y actriz mexicana. Comenzó en 2014, su primer sencillo «Muévelo» junto a Wisin, publicado en su álbum debut Louder!. En 2018 saltó a la fama con su canción «1, 2, 3» en colaboración de Jason Derulo y De la Ghetto. En 2019 lanzó la canción «R.I.P» con la cantante brasileña Anitta y la cantante británica Rita Ora. Con esta canción, Reyes ganó un Latin American Music Award y un LOS40 Music Award.[cita requerida]

## Biografía
Úrsula Sofía Reyes Piñeyro nació el 25 de septiembre de 1995 en la ciudad de Monterrey, Nuevo León, educada en la religión católica. Con tan solo ocho años, su padre descubrió su talento y empezó a involucrarla en el mundo de la música. Más tarde comenzó a cantar y tocar el piano cuando tenía diez años. A los 11 años, empezó a escribir canciones con su padre. Durante los años siguientes, se desarrolló como pianista, cantante y compositora. Estudió en el Colegio Montessori Sierra Madre de San Pedro Garza García en Nuevo León. 

## Carrera

### 2009-2017: Comienzos yLouder!
En 2009, debutó como actriz en la serie infantojuvenil musical original de Monterrey Mi Linda Anabella, con el personaje de Camila y participó en su banda sonora. En 2011, se convirtió en una de las cinco integrantes de la banda femenina TAO, con la que lanzó un disco; Tóxico y los sencillos «Tóxico amor» y «Dile Luna». En 2012, abandonó la agrupación, debido a diferencias con las otras integrantes.
Reyes comenzó a subir videos de ella misma versionando canciones en YouTube dos años después. Sus videos lograron captar el interés de muchos, incluido el cantante latinoamericano Prince Royce, quien luego firmó a Reyes con su entonces recién creado sello discográfico D'León Records a la edad de 12 años. Como el primer cantante en firmar con el sello que Royce creó en asociación con Warner Music Latina para «apoyar a otros jóvenes talentos en su desarrollo», Reyes lanzó su sencillo debut «Now Forever», con el rapero estadounidense Khleo Thomas de manera independiente con la discográfica Bakab Productions en 2013. En diciembre de 2013, lanzó el sencillo «So Beautiful».

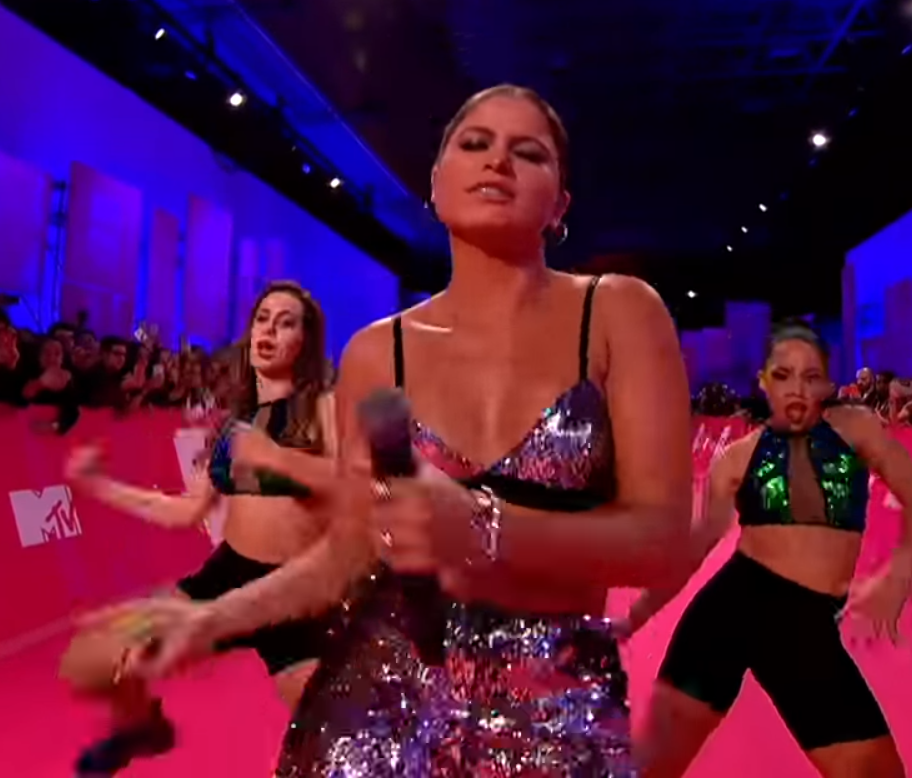
Reyes interpretando «1, 2, 3» en los MTV Europe Music Awards 2018 en Bilbao, España.

Reyes colaboró con el cantante puertorriqueño Wisin y el productor alemán Toby Gad para coescribir el sencillo «Muévelo», que se lanzó en agosto de 2014. La canción alcanzó el puesto 25 en el Hot Latin Songs de Billboard y el 18 en la lista Mexico Airplay. En España, alcanzó el puesto 13 y fue certificado platino. Su siguiente sencillo «Conmigo (Rest of Your Life)» fue lanzado al año siguiente. El video musical de la última canción muestra al cantante y actor estadounidense Kendall Schmidt de Big Time Rush y Heffron Drive haciendo una aparición como el interés amoroso de Reyes en una playa apartada. En 2014, fue telonera en las giras de Prince Royce Soy el Mismo Tour y The Power and Love Tour con Wisin, e hizo su primer concierto como solista en el festival Primavera Pop en Madrid, España en 2015. Ese mismo año, Reyes se embarcó en su primera gira promocional, Muévelo Promo Tour, tocando en salas de conciertos de Argentina, España, Colombia, Chile, México y Estados Unidos. En mayo, fue nombrada como embajadora de «Buena Voluntad» de los Juegos Olímpicos Especiales de Verano de 2015, realizadas en Los Ángeles, California. También participó como estrella invitada en la telenovela argentina Esperanza mía, y en su versión teatral en el Luna Park.
A principios de 2016, Reyes lanzó su tercer sencillo «Solo yo», una balada sincera y su primera colaboración como cantante con su mentor Prince Royce. Ambos aparecen en el video musical oficial. Con «Solo yo», Reyes se convirtió en la primera solista femenina en alcanzar el número uno en la lista Latin Pop Songs de Billboard en cinco años. La última vez que una mujer coronó la lista fue en 2011 cuando Jennifer López estuvo cinco semanas en la cima de la lista con «On the Floor». Una versión en inglés de la canción titulada «Nobody But Me» fue lanzada el 3 de marzo de 2016. En abril, presentó el sencillo y video de «How to Love», junto al grupo estadounidense de electrónica, Cash Cash. En septiembre, lanzó la canción principal de su álbum debut, «Louder», en colaboración de Francesco Yates y Spencer Ludwig. A finales de 2016, lanzó «Llegaste tú» en colaboración con Reykon, como cuarto sencillo de su álbum debut, Louder!, editado en febrero de 2017. En abril, inició su segunda gira de conciertos, Louder Tour, para promocionar aún más Louder! en el Teatro Gran Rex, de Buenos Aires, Argentina.

### 2018-presente:Mal de AmoresyMilamores
En febrero de 2018, lanzó una canción llamada «1, 2, 3» junto con Jason Derulo y De La Ghetto. En marzo de 2019, Sofia lanzó la canción «R.I.P», con Rita Ora y Anitta. En mayo de 2019, el cantante español Beret lanzó una versión a dúo de su canción «Lo siento» con Reyes.

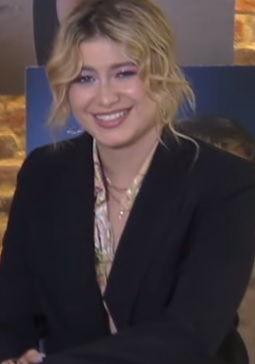
Reyes en 2022.

El 6 de marzo de 2020, colaboró con el cantautor estadounidense Lauv para la canción «El Tejano» del álbum debut de Lauv, How I'm Feeling. El 19 de mayo, se lanzó el video musical de la canción, con Reyes cantando en el escenario de un restaurante mexicano.[cita requerida] El 26 de abril de 2020, colaboró con Michael Bublé y Barenaked Ladies en «Gotta Be Patient» de Stay Homas con Judit Nedderman, para el concierto benéfico canadiense Stronger Together, Tous Ensemble en apoyo de Food Banks Canada, atención médica y trabajadores de primera línea durante la pandemia de COVID-19 y en memoria de los ataques de Nueva Escocia de 2020. Reyes colaboró con las cantantes Farina y Thalía para la canción «Tick Tock», sirviendo como tercer sencillo del décimo quinto álbum de estudio de esta última, Desamorfosis. La canción junto con el video musical se lanzó oficialmente el 29 de octubre de 2020 como parte del sexto y último episodio de la serie web Latin Music Queens, protagonizada por las tres cantantes. La canción alcanzó el puesto número 9 en la lista de ventas de canciones digitales de pop latino de Estados Unidos en Billboard. También ingresó a las listas Latin Pop Airplay de ese país y fue nominado a un Premio Juventud.
El 26 de agosto de 2021, lanzó el sencillo «Seaside», de la cantante y compositora estadounidense Diane Warren, junto a Rita Ora y Reik. En septiembre de 2021, publicó su nuevo sencillo «Mal de Amores», junto a la cantante Becky G, acompañado con un ritmo de cumbia al estilo Tex-Mex.
El 10 de febrero de 2022, Reyes lanzó su segundo álbum de estudio, Mal de Amores, acompañado con el video musical del tercer sencillo del álbum, «Marte», en colaboración con la cantante argentina María Becerra. El 12 de mayo de 2023, Reyes lanzó el sencillo «How You Samba» junto a Kris Kross Amsterdam y el cantante británico Tinie Tempah.

## Filmografía

### Televisión
| Año  | Serie                               | Personaje                                                                  | País               |
| ---- | ----------------------------------- | -------------------------------------------------------------------------- | ------------------ |
| 2009 | Mi linda Anabella                   | Camila                                                                     | México             |
| 2015 | Esperanza mía                       | Ella misma                                                                 | Argentina          |
| 2015 | Laten corazones                     | Artista invitada (primera presentación del programa)                       | Argentina          |
| 2017 | ¿En qué mano está?                  | Artista invitada (presentando su primer álbum Louder!)                     | Argentina          |
| 2018 | Simona                              | Ella misma interpetando la canción 1, 2, 3 en la banda sonora de la novela | Argentina          |
| 2018 | Showmatch                           | Artista invitada (cantó en la apertura del Bailando 2018)                  | Argentina          |
| 2018 | La voz... México                    | Asesora de Natalia Jiménez                                                 | México             |
| 2020 | Alguien tiene que morir             | Cameo                                                                      | España             |
| 2020 | Latin Music Queens - Facebook Watch | Ella misma                                                                 | México             |
| 2021 | Un sol para los chicos              | Artista invitada desde su casa                                             | Argentina · México |

### Teatro
| Año  | Obra          | Personaje  | Escenario       |
| ---- | ------------- | ---------- | --------------- |
| 2015 | Esperanza mía | Ella misma | Luna Park       |
| 2017 | LouderTour    | Ella misma | Teatro Gran Rex |

### Comerciales
- 47 Street (2015-2016)[31]
- Garnier (2017-presente)
- Spectrum (2018-presente)

## Discografía

### Álbumes de estudio
| Título        | Detalles del álbum | Posiciones en listas | Posiciones en listas | Posiciones en listas | Ventas                                      |
| Título        | Detalles del álbum | US Heat              | US Latin             | US Latin Pop         | Ventas                                      |
| ------------- | --- | -------------------- | -------------------- | -------------------- | ------------------------------------------- |
| Louder!       | - Lanzamiento: 3 de febrero de 2017 - Discográfica: Warner Music Latina - Formatos: CD, descarga digital, streaming   | 13                   | 23                   | 8                    | - US: Platino + Oro                         |
| Mal de Amores | - Lanzamiento: 10 de febrero de 2022 - Discográfica: Warner Music Latina - Formato: CD, descarga digital, streaming   | —                    | —                    | 15                   | - RIAA: Platino (Latin) - CAPIF: 4× Platino |
| Milamores     | - Lanzamiento: 2 de noviembre de 2023 - Discográfica: Warner Music Latina - Formatos: CD, descarga digital, streaming | —                    | —                    | —                    |                                             |

### Sencillos

#### Como artista principal
| Título                                                                         | Año  | Posiciones en listas | Posiciones en listas | Posiciones en listas | Posiciones en listas | Posiciones en listas | Posiciones en listas | Posiciones en listas | Posiciones en listas | Posiciones en listas | Posiciones en listas | Certificaciones                                                                                          | Álbum              |
| Título                                                                         | Año  | MEX                  | ARG                  | AUT                  | COL                  | NLD                  | SPA                  | SWE Heat.            | SWI                  | US Latin             | US Latin Pop         | Certificaciones                                                                                          | Álbum              |
| ------------------------------------------------------------------------------ | ---- | -------------------- | -------------------- | -------------------- | -------------------- | -------------------- | -------------------- | -------------------- | -------------------- | -------------------- | -------------------- | --- | ------------------ |
| «Muévelo» (con Wisin)                                                          | 2014 | 18                   | —                    | —                    | —                    | —                    | 13                   | —                    | —                    | 25                   | 18                   | - PROMUSICAE: Platino                                                                                    | Louder!            |
| «Conmigo (Rest of Your Life)»                                                  | 2015 | 20                   | —                    | —                    | —                    | —                    | 49                   | —                    | —                    | —                    | 31                   | | Louder!            |
| «Solo yo» / «Nobody But Me» (con Prince Royce)                                 | 2016 | 32                   | —                    | —                    | —                    | —                    | —                    | —                    | —                    | 35                   | 1                    | | Louder!            |
| «Llegaste tú» (con Reykon)                                                     | 2016 | 16                   | —                    | —                    | —                    | —                    | —                    | —                    | —                    | —                    | 19                   | | Louder!            |
| «1, 2, 3» (con Jason Derulo y De la Ghetto)                                    | 2018 | 3                    | 2                    | 32                   | 27                   | 95                   | 5                    | 2                    | 63                   | 24                   | 17                   | - AMPROFON: Gold - ASINCOL: Platino - CAPIF: Platino - PROMUSICAE: 2× Platino - RIAA: 2× Platino (Latin) | Mal de Amores      |
| «Vamos por la estrella» (con Paty Cantú y Kap G)                               | 2018 | —                    | —                    | —                    | —                    | —                    | —                    | —                    | —                    | —                    | 24                   | | Sencillo sin álbum |
| «R.I.P» (con Rita Ora y Anitta)                                                | 2019 | 10                   | 41                   | —                    | 49                   | —                    | 53                   | 5                    | 56                   | 19                   | 26                   | | Mal de amores      |
| «A Tu Manera (Corbata)» (con Jhay Cortez)                                      | 2019 | 25                   | 85                   | —                    | —                    | —                    | —                    | —                    | —                    | —                    | 33                   | | Mal de amores      |
| «Cuando Estás Tú» (con Piso 21)                                                | 2020 | 43                   | —                    | —                    | —                    | —                    | —                    | —                    | —                    | —                    | —                    | | Mal de amores      |
| «Tick Tock» (con Thalía y Farina)                                              | 2020 | —                    | —                    | —                    | —                    | —                    | —                    | —                    | —                    | —                    | 17                   | | Sencillo sin álbum |
| «Casualidad» (con Pedro Capó)                                                  | 2021 | —                    | —                    | —                    | —                    | —                    | —                    | —                    | —                    | —                    | —                    | | Mal de amores      |
| «Mal de Amores» (con Becky G)                                                  | 2021 | 22                   | 65                   | —                    | —                    | —                    | —                    | —                    | —                    | —                    | 7                    | - RIAA: Platino (Latin)                                                                                  | Mal de amores      |
| «Marte» (con María Becerra)                                                    | 2022 | 24                   | 3                    | —                    | —                    | —                    | —                    | —                    | —                    | —                    | —                    | - RIAA: Oro (Latin)                                                                                      | Mal de amores      |
| «TQUM» (con Danna Paola o remix con Kim Petras)                                | 2023 | —                    | —                    | —                    | —                    | —                    | —                    | —                    | —                    | —                    | —                    | | Milamores          |
| «How You Samba» (con Kris Kross Amsterdam & Tinie Tempah)                      | 2023 | —                    | —                    | —                    | —                    | 4                    | —                    | —                    | —                    | —                    | —                    | | Sencillo sin álbum |
| «—» indica que el sencillo no fue lanzado o no se posicionó en ese territorio. |      |                      |                      |                      |                      |                      |                      |                      |                      |                      |                      | |                    |

#### Como artista invitada
| Título                                                           | Año  | Posiciones en Listas | Posiciones en Listas | Posiciones en Listas | Posiciones en Listas | Posiciones en Listas | Posiciones en Listas | Certificaciones | Álbum                    |
| Título                                                           | Año  | MEX                  | ECU                  | FRA                  | ITA                  | NLD                  | US Dance             | Certificaciones | Álbum                    |
| ---------------------------------------------------------------- | ---- | -------------------- | -------------------- | -------------------- | -------------------- | -------------------- | -------------------- | --------------- | ------------------------ |
| «How to Love» (Cash Cash con Sofía Reyes)                        | 2016 | —                    | —                    | —                    | —                    | —                    | 16                   |                 | Blood, Sweat and 3 Years |
| «Diggy» (Spencer Ludwig con Sofía Reyes)                         | 2016 | —                    | —                    | —                    | —                    | —                    | —                    |                 | Sencillo sin álbum       |
| «Tell Me» (AXSHN con Sofía Reyes)                                | 2017 | —                    | —                    | —                    | —                    | —                    | —                    |                 | Sencillo sin álbum       |
| «Bittersweet» (Yellow Claw con Sofía Reyes)                      | 2018 | —                    | —                    | —                    | —                    | —                    | —                    |                 | New Blood                |
| «Never Let You Go» (Slushii con Sofía Reyes)                     | 2019 | —                    | —                    | —                    | —                    | —                    | —                    |                 | Sencillo sin álbum       |
| «Lo siento» (Beret con Sofía Reyes)                              | 2019 | 17                   | 75                   | —                    | —                    | —                    | —                    |                 | Prisma                   |
| «Highway» (Cheat Codes con Sofía Reyes & Willy William)          | 2019 | —                    | —                    | —                    | —                    | —                    | —                    |                 | Sencillo sin álbum       |
| «Il tuo profumo» (Fred De Palma con Sofía Reyes)                 | 2019 | —                    | —                    | —                    | 35                   | —                    | —                    | - FIMI: Platino | Uebe                     |
| «Whoppa» (Tinie Tempah con Sofia Reyes & Farina                  | 2020 | —                    | —                    | —                    | —                    | —                    | —                    |                 | Sencillo sin álbum       |
| «Dancing on Dangerous» (Imanbek & Sean Paul con Sofía Reyes)     | 2021 | —                    | —                    | 61                   | 37                   | 58                   | —                    | - FIMI: Platino | Sencillo sin álbum       |
| «Family» (David Guetta con Sofía Reyes & A Boogie Wit da Hoodie) | 2021 | —                    | —                    | —                    | —                    | —                    | —                    |                 | Sencillo sin álbum       |

### Sencillos promocionales
| Título                                                          | Año  | Álbum                                  |
| --------------------------------------------------------------- | ---- | -------------------------------------- |
| "Now Forever" (con Khleo Thomas)                                | 2013 | Sin álbum                              |
| "So Beautiful (A Place Called Home)"                            | 2013 | Sin álbum                              |
| "Louder! (Love Is Loud)" (con Francesco Yates & Spencer Ludwig) | 2016 | Louder!                                |
| "Gotta Be Patient" (con Michael Buble & Barenaked Ladies)       | 2020 | Sin álbum                              |
| "Seaside" (con Diane Warren, Rita Ora & Reik)                   | 2021 | Diane Warren: The Cave Sessions Vol. 1 |

## Giras musicales
- Muévelo Promo Tour (2015)
- Louder Tour (2017)
- Centro América Promo Tour (2018).
- Mal de Amores Tour (2022)
- Milamores Tour (2023)

## Premios y nominaciones
| Año  | Premio                        | Categoría                           | Trabajo nominado | Resultado |
| ---- | ----------------------------- | ----------------------------------- | ---------------- | --------- |
| 2014 | MTV Millennial Awards         | Up and Coming Artist                | Ella misma       | Nominada  |
| 2015 | Premios Juventud              | Revelación juvenil                  | Ella misma       | Nominada  |
| 2015 | Premios Quiero                | Mejor video artista femenina        | Muévelo          | Nominada  |
| 2015 | Premios Quiero                | Mejor coreografía                   | Muévelo          | Ganadora  |
| 2016 | Premios Lo Nuestro            | Artista revelación del año          | Ella misma       | Nominada  |
| 2016 | Hollywood Beauty Awards       | Belleza nueva                       | Ella misma       | Ganadora  |
| 2016 | Young Awards                  | Revelación musical juvenil          | Ella misma       | Nominada  |
| 2016 | Young Awards                  | Guapa preferida                     | Ella misma       | Ganadora  |
| 2016 | Latin American Music Awards   | Nuevo artista del año               | Ella misma       | Nominada  |
| 2016 | Latin American Music Awards   | Nuevo artista favorito Pop/Rock     | Ella misma       | Nominada  |
| 2016 | Premios Quiero                | Mejor video artista femenino        | «Solo yo»        | Nominada  |
| 2016 | Premios Quiero                | Mejor encuentro extraordinario      | «Solo yo»        | Nominada  |
| 2017 | MTV Millennial Awards         | Explosión pop del año               | Ella misma       | Ganadora  |
| 2017 | MTV Millennial Awards         | Instacrush                          | Ella misma       | Nominada  |
| 2017 | MTV Millennial Awards         | Mejor artista nuevo                 | Ella misma       | Nominada  |
| 2018 | Kids Choice Awards México     | Artista nacional                    | Ella misma       | Nominada  |
| 2018 | Kids Choice Awards México     | Hit favorito                        | «1, 2, 3»        | Nominada  |
| 2018 | Kids Choice Awards México     | Chico y Chica Trendy                | Ella misma       | Nominada  |
| 2018 | Kids' Choice Awards Argentina | Hit Favorito                        | «1, 2, 3»        | Nominada  |
| 2018 | Premios Grammy Latinos        | Mejor artista nuevo                 | Ella misma       | Nominada  |
| 2018 | MTV Europe Music Awards       | Mejor artista latinoamericano norte | Ella misma       | Nominada  |
| 2018 | Premios Quiero                | Mejor vídeo artista femenino        | «1, 2, 3»        | Nominada  |
| 2018 | Premios Quiero                | Mejor vídeo pop                     | «1, 2, 3»        | Nominada  |
| 2018 | Premios Quiero                | Vídeo del año                       | «1, 2, 3»        | Nominada  |
| 2018 | Premios Quiero                | Mejor músico Instagramer            | Ella misma       | Nominada  |
| 2019 | MTV Millennial Awards         | Colaboración favorita               | «R.I.P»          | Nominada  |
| 2019 | Premios Latin American Music  | Video favorito                      | «R.I.P»          | Ganadora  |
| 2019 | Premios Juventud              | Mejor coreografía                   | «R.I.P»          | Nominada  |
| 2019 | Los 40 Music Awards           | Mejor video internacional           | «R.I.P»          | Ganadora  |